# 1968年の日本の女性史
1968年の日本の女性史（1968ねんのにほんのじょせいし）は、1968年（昭和43年）の日本における女性に関するできごとを時系列的に挙げる（参考文献は日本の女性史年表を参照）。
本項目は歴史研究としての女性史ではなく、日本における女性に関するできごとをある体系に基づいて述べようとするものではない。

## 1-3月
- 1月16日 日本婦人有権者同盟など3婦人団体、高級飲食税の減税反対と物価安定を政府に要求
- 1月19日 佐世保市の外人バー業者組合発行のホステスの従業員証明書に、保健所が血液検査済の印を押していたことが発覚、「国が米兵に対する売春を認めたも同然」と婦人議員・婦人団体ら批判。厚生省、とりやめるよう指示
- 1月19日 名古屋市地婦連・名古屋クラブ婦人団体連絡協議会、公害パトロール を実施
- 1月25日 高松高等裁判所、就労中事故死した主婦への損害賠償請求訴訟で、主婦の家事労働を家政婦の賃金を基準に算定、家事労働を経済的に評価
- 1月28日 鹿児島大学医学部と同県内婦人科医が、婦人のガンによる死亡根絶のための期成会を結成
同県では毎年150-160人の婦人がガンで死亡
- 1月30-31日 戦争準備・生活破壊の物価値上げ反対新婦人全国総決起集会、619人参加
- 1月- 福井県立小浜水産高等学校、女子の入学許可の方針をだす
- 1月- 日本、国連婦人の地位委員会委員国に3度目の当選、委員藤田たき
- 1月- 資生堂、全国1000校の高校男子卒業生を対象に男性に身だしなみABCを講義、年末までの講習会希望は2800校に
- 2月4日 厚生省、婦人のガン早期発見のため全国の10台の検診車を配置
- 2月29日-3月1日 退職婦人教職員全国連絡協議会結成。恩給・年金の完全スライド制の実現、退職後の医療保障・住宅問題などの活動方針を採択
- 2月- 東京都、1968年度予算で無認可保育所への援助・保育時間延長のための保母増員・0歳児保育20ヶ所を決定。これに対し自民党、無認可保育所助成は憲法違反と反論
3月 国会衆議院予算委員会で公費助成をめぐり憲法論争　6月1日　東京都の助成始まる
- 3月1-3日 新潟県立病院で看護婦、夜勤改善をめざして2・8闘争、63時間実力行使をして要求を貫徹
ニッパチ闘争といわれ、これ以後、看護婦の夜勤制限闘争は短期間に全国の病院に波及した。
- 3月8日 国際婦人デー、総評・日本社会党・日本共産党・婦人団体主催。「物価値上げ・重い税金に反対し、戦争につながる軍事予算をやめさせよう」、6000人参加、全国各地でも集会
- 3月9-10日 第13回はたらく婦人の中央集会、総評・中立労連中心。生活と働く権利・平和と民主主義を守るための15項目要請決議、1818人参加
- 3月12日 明治100年日本をささえる婦人のつどい、全日本婦人連盟・全日本仏教婦人連盟・全日本教育父母会議など主催。11月- 地婦連、"明治100年で桜を植える運動"展開
- 3月25日 初の全国婦人統一行動日、民放労連婦人部主催。若年定年制撤廃要求を中心に39組合参加、全面スト6組合、指名スト9組合
1968年現在、民放関係職場中、若年定年制のある所14・結婚退職制1・定年の男女差別10
- 3月27日 総理大臣の諮問に基づき家庭生活問題審議会「期待される家庭像」答申、家庭保育の意義を強調
- 3月29日 神戸地方裁判所、神戸野田奨学会事件で「職場結婚を解雇理由とするのは結婚の自由を制限することになり、合理的理由がなければ解雇は無効」と判決
学校法人神戸野田奨学会（現・学校法人神戸野田学園）経営の神戸野田高等学校は、女教諭が同僚と結婚した後、賃金を支払いながらも授業を担当させず、やがて無期限の休職に付して賃金の支払いも停止し、解雇する姿勢をみせた。女教諭は休職処分の撤回等を求めて提訴。神戸野田奨学会は、職場結婚は教育上好ましくないので一方が退職するという慣行が存在していること、女教諭が就職する際も口頭でその慣行を告知していた等を主張した。
- 3月- 分譲住宅の夫婦共有制が認められる。

## 4-6月
- 4月10日 盛岡地方裁判所、希望退職事件で解雇無効の判決
小野田セメント（現・太平洋セメント）大船渡工場希望退職事件で、指名解雇基準に「有夫の女子」「30歳以上の女子」と明記しているのは無効、このような指名解雇基準と密接不可分な関係に立って成立した合意解雇は無効と判決
1971年11月 控訴審で仙台高等裁判所、原判決を取消、合意解雇は有効と逆転判決
- 4月10日 平和と生活を守る婦人模擬国会、日本社会党婦人局など主催
- 4月10日 近畿放送労働組合、産休査定反対抗議集会
年末一時金の査定で産休を欠勤扱い、産休を昇給・考課の対象とする方針に抗議
- 4月10-16日 第20回婦人週間「婦人の能力を生かす--社会のよき一員として」
- 4月16日 名古屋人材銀行「婦人タレントコーナー」開設、求人が求職を上回る
- 4月21-22日 第13回はたらく婦人の中央集会、婦団連中心。「働きたいすべての婦人にまともな仕事を」など30項目を決議、延4000人参加
- 4月22-28日  総評婦対部、沖縄返還婦人の統一行動週間。5月13-20日 沖縄へ婦人代表7人派遣
- 4月- 主婦連、主婦の苦情調査開始、1ヶ月後14万枚回収、苦情のトップは物価高、続いて住宅難
- 4月- イオン (企業)、補聴器部門にMTM（作業時間測定法）を強行導入、拒否した婦人労働者8人に出勤停止処分。後、処分を撤回。
- 4月- 東大阪市蛇草保育所、保母の完全2交替制実現
- 4月- 労働省、雇用年次計画を各都道府県知事に通達、重点施策は婦人のパートの雇用と高齢者の就職促進
- 5月1日 日本電信電話公社、技術をもつ女性の引止め策として、育児休職制を本格的に実施、生後満3年までの子どもをもつ女子職員が対象、無給制
- 5月6日 北日本放送労働組合、女子嘱託社員全員の正社員化に成功
- 5月7日 行政管理庁、閣議で「共稼ぎ公務員の人事異動に配慮を」と発言、閣議了承
- 5月9-15日 世界キリスト教婦人矯風会第24回大会、東京で開催、25ヶ国参加
- 5月20日 千葉地方裁判所、茂原市役所女子公務員に対する結婚退職誓約書にもとづく免職処分は無効と判決
- 5月30日 東京信用金庫女子職員、一般事務職で初めて頚肩腕症候群の「業務上認定」
- 5月- 栃木県都賀町、「女子職員は結婚したらその月に退職する」旨の内規を作成し問題化
- 5月- 母子保健推進員制度発足、全国数1000ヶ所の市町村に
- 6月4-5日 第16回地婦連研究大会、「かしこい暮し方を身につけよう」、1300人参加
- 6月5日 九州大学に落ちたジェット機事件に抗議し、主婦ら米軍基地撤去を要求する署名活動開始、福岡で
6月2日 米軍機が九州大学構内の建物に墜落した。
- 6月19日 日本キリスト教婦人矯風会、靖国神社国家護持法案に反対声明 9月21日 YMCAも
- 6月22日 三里塚芝山連合空港反対同盟、公団査定阻止行動に婦人行動隊独自の隊列登場
- 6月24日 沖縄返還署名運動全国婦人青年代表者会議、200万人の署名を佐藤栄作首相に渡す。

## 7-9月
- 7月6日 第4回全国商工会議所婦人協議大会、「主婦労働力の雇用促進に関する政府への要望と企業・主婦への提言」発表。各職業安定所に主婦を対象とする職業紹介の専門コーナーの設置、短期間職業訓練所、保育施設の拡充、パートのための特別就業規則の作成などを要望
- 7月12日 お米の婦人交流会、食管制度を守る全国連絡会議主催、生産者と消費者の交流
- 7月15日 東京地方裁判所、老齢福祉年金の夫婦受給制限は違憲と判決。
夫婦が共に老齢福祉年金を受給している場合、それぞれの年金額から3000円を減額して支給することになっていた。
- 8月1日 地婦連、100円化粧品の見本配布 11月- ちふれと名付け頒布開始
- 8月3日 沖縄県労働組合協議会、婦人部を結成
- 8月6日 婦人国際平和自由連盟（WILPF）日本支部、原爆記念日に平和カードを配布
- 8月17-18日 第14回日本母親大会、母親運動を農村にも浸透させようと福島市で開催、1万5000人参加
- 8月24日 ILO100号条約発効、男女の同一労働・同一賃金を謳う。
- 8月- 永井豪の漫画「ハレンチ学園」、『少年ジャンプ』で連載開始。
女の子の身体を性的な対象として描く、性描写が少年漫画に初登場。この影響で子ども達の間でスカートめくりが流行し問題化。県によっては、PTAと組み有害図書に指定。
- 9月- 米価審議会に主婦約500人座り込み、米価値上げに婦人団体反対運動起こる。
- 9月7日 西鉄バス女子車掌、「バスの売上げが悪いのは自分がごまかしているためではない」と抗議して自殺、未遂。
- 9月15-24日 第16回働く婦人の福祉運動、目標「男女同一労働同一賃金を促進する」　9月17-19日 婦人職場指導者セミナー開催
- 9月16日 帝人名古屋工場、女子従業員7人をタイ王国に派遣
この年、東南アジアへの日本の資本と技術の進出増大
- 9月26日 高崎市婦人消防協力会結成、全市の主婦を組織
- 9月- 帝国興信所（現・帝国データバンク）名古屋支店女子社員、「有給生理休暇は1周期に1日とし、不当な賃金カットを撤回せよ」と名古屋地方裁判所に提訴
1971年2月 同地裁で勝訴したが会社側は控訴　1973年10月 名古屋高裁、控訴を棄却、原告の勝訴確定
- 9月-10月 民社党婦人対策部、日本婦人教室の会開催。「出産費は健康保険で」の運動開始

## 10-12月
- 10月1日 協和銀行、退職女子行員と再就職契約
- 10月7日 主婦同盟、結成大会、議長上原京子。公明党の外郭団体、綱領に家庭主婦の地位向上等
10月16日 働く婦人の会結成、委員長平光レイ子、公明党が母体
- 10月13日 陸上自衛隊、初の婦人自衛官募集試験、競争率20倍
- 10月19日 婦人団体議会活動連絡委員会、明治百年を記念する恩赦に選挙違反事件を入れることに反対を申入れ。
- 10月28日 全日本婦人文化連盟結成、全日本婦人連盟・全日本仏教婦人連盟・全日本教育父母会議・立正佼成会文化部が参加、1800人参加
- 10月30日 野麦峠に「女工の碑」建立
- 11月 地婦連、100円化粧品ちふれ化粧品の頒布開始
- 11月9日-12月27日 三井三池労組一酸化炭素中毒患者と主婦60人、会社側の遺族補償打ち切りに抗議して坑内に座り込み、翌年2月まで継続
- 11月22日- 東京大学駒場祭ポスター「とめてくれるなおっかさん、背中のいちょうが泣いている、男東大どこへいく」
- 11月26日 労働省婦人少年局の地方出先機関である自治体婦人少年室の廃止問題表面化、行政整理に伴って。衆参婦人議員懇談会、反対を申入れ。 11月28日 婦人団体議会活動連絡委員会も 12月5日 有職婦人クラブも
- 11月27日 出産費・児童手当を国に要求する連絡会発足。日本社会党、出産費は全額国庫負担とする法案を単独で提出することを決定
- 11月29日 母親連絡会・子どもを守る会など、学校給食の変質ミルク問題で文部省に抗議
- 11月29日 東京都公立学校教職員組合婦人部、妊婦の通院休暇など母性保護の権利要求で東京都教育委員会と交渉 12月24日 妊婦の通院ラッシュ対策など4項目について前進の回答を得た。
- 11月30日 沖縄嘉手納村婦人会など6700人、B52の墜落爆発事故に対し抗議集会、デモ行進。婦人だけのデモは戦前戦後を通じて沖縄では初めて。
アメリカのベトナム爆撃の中心的な役割を担っていたB52爆撃機が、嘉手納基地で離陸に失敗して大爆発。現場近くの弾薬庫に核兵器が貯蔵されていたこともあり、周辺の住民は大混乱に。翌年1969年には5万人参加の抗議集会がもたれた。
- 11月- 千葉県松戸市、保育所不足を補うため家庭保育制度発足
- 11月- 総理府「産児制限の関する世論調査」、人工妊娠中絶の理由として「部屋が狭い」「子どもと産まない約束でアパートに入居」等の住宅事情を揚げる者が東京15.5%、6大都市で14.3%
- 12月1日 日毛労働組合、育児休職制度・出産育児退職者再就職制度を獲得
- 12月7-8日 国公立大学婦人職員全国集会、400人参加、九州大学で。初めて「基地問題と婦人」のテーマをとりあげる。
- 12月17日 国際人権年記念集会、国際連合が世界人権宣言を採択して20年目、国連NGO国内婦人委員会・婦人団体議会活動連絡委員会共催
- 12月18日 総理府総務長官の私的諮問機関である婦人関係の諸問題に関する懇談会、「家庭にいる中高年婦人が職業をもつことについて」提言
- 12月20日 大蔵省の婦人子ども関係人件費の国庫補助打切り問題が表面化、婦人団体議会活動連絡委員会の呼びかけで、婦人少年室廃止・生活改良普及員国庫補助打切り問題協議会
- 12月20日 中央児童福祉審議会「当面推進すべき母子保健対策について」意見具申、0歳児保育の推進などを要望
- 12月21日 大分銀行従業員組合、女子行員の頸肩腕症候群の職業病認定を要求してストライキ
12月23日 大分銀行女子行員3人の職業病認定申請に対し、労働省は内2人について職業病と認定したが、銀行側は認定を認めず一切の補償義務の無いことを求めて提訴、対して、女子行員等は治療費その他の支払いを求める損害賠償裁判を起こした。1972年12月26日 和解成立、銀行側が補償を認める。
- 12月28日 総理府統計局キーパンチャー渡辺佳子等、国家公務員として初めて頸肩腕症候群の病名で公務災害の認定を受ける。
- 12月31日 パンタロン・ブーム、NHK紅白歌合戦で女性歌手の半数がパンタロンスーツで登場

## この年
- 主婦の農業離れが進み、全農業就業者のうち主婦就業者59%、"三ちゃん農業"から"二ちゃん農業"に
じいちゃん・ばあちゃん・かあちゃんの"三ちゃん農業"が、かあちゃん=主婦が抜けて、じいちゃん・ばあちゃんの"二ちゃん農業"に
- 労働省「農家婦人の農外就労に関する調査結果」、農外就労の目的(1)生活費の補充(2)子どもの教育費(3)自分の小遣いの順
- 厚生省、初の母子保健実態調査、人工栄養児増加が判明
- 全国社会福祉協議会（全社協）、寝たきり老人の実態調査中間報告、70歳以上の寝たきり老人の59%が女性、看護者の90%が女性
- 大都市の養護施設で、母親の家出による幼児の入所が急増
- 統計数理研究所「国民性調査」で、「男女どちらに生まれたいか」への女性の回答、女性という希望が初めて男性という希望を上回る。
- 第8回参議院議員通常選挙、婦人5人当選、全国区4・地方区1。婦人の投票率68.97％、男子68.89％
- 労働省、内職についての調査結果発表、小学6年以下の児をもつ婦人の10人に1人は内職者